# Mala Gorica (Petrinya)
Mala Gorica falu Horvátországban, Sziszek-Monoszló megyében. Közigazgatásilag Petrinyához tartozik.

## Fekvése
Sziszek városától légvonalban 10, közúton 18 km-re nyugatra, községközpontjától légvonalban 4, közúton 6 km-re északnyugatra, a Báni végvidék középső részén, a Kulpa bal partján, a 30-as számú főúttól nyugatra fekszik.

## Története
A település neve 1228-ban még birtokként bukkan fel először „Goricha locus” alakban. 1328-ban „possessio Gorycha”, 1334-ben „Goricha praedium”, 1526-ban „possessio Goricza ad Blynyewar”, 1672-ben „Goricza confinium ad Colapin” alakban említik a korabeli írásos források. A 17. századi felszabadító harcokban a keresztény seregek végleg kiűzték a Kulpa és az Una közötti területről a törököt és a török határ a század végére az Una folyóhoz került vissza. Ezzel párhuzamosan a Turopolje, a Szávamente, a Kulpamente vidékéről és a Banovina más részeiről horvát katolikus családok telepedtek le itt. Az újonnan érkezettek szabadságjogokat kaptak, de ennek fejében határőr szolgálattal tartoztak. El kellett látniuk a várak, őrhelyek őrzését és részt kellett venniük a hadjáratokban. 1696-ban a szábor a bánt tette meg a Kulpa és az Una közötti határvédő erők parancsnokává, melyet hosszas huzavona után 1704-ben a bécsi udvar is elfogadott. Ezzel létrejött a Báni végvidék (horvátul Banovina), mely katonai határőrvidék része lett. 1745-ben megalakult a Petrinya központú második báni ezred, melynek fennhatósága alá ez a vidék is tartozott. 1774-ben az első katonai felmérés térképén  neve „Dorf Goricza” alakban szerepel. A 18. század közepétől a sziszeki vasútvonal 1862-es megépítéséig itt haladt át a Kulpa folyón az áruforgalom, mely elősegítette a lakosság nagyobb arányú betelepülését.
A katonai határőrvidék része volt, majd ennek megszűnése után Zágráb vármegye Petrinyai járásának része lett. 1857-ben 441, 1910-ben 485 lakosa volt. A 20. század első éveiben a kilátástalan gazdasági helyzet miatt sokan vándoroltak ki a tengerentúlra. 1918-ban az új szerb-horvát-szlovén állam, majd később Jugoszlávia része lett. A második világháború idején a Független Horvát Állam része volt. A háború után a béke időszaka köszöntött a településre. Enyhült a szegénység és sok ember talált munkát a közeli városokban. A délszláv háború előestéjén lakosságának 98%-a horvát nemzetiségű volt. A falu 1991. június 25-én a független Horvátország része lett. A JNA petrinyai laktanyájából előtörő jugoszláv katonaság és a szerb szabadcsapatok miután 1991. szeptember 21-én elfoglalták Petrinyát támadást intéztek Sziszek, illetve Zágráb irányába. Támadásuk a Kulpa hídjának lerombolása és a horvát nemzeti gárda védelmi erőinek megalakulása miatt a szomszédos Bresztnél akadt el. A harcok miatt falu lakossága nagyrészt elmenekült és csak a háború után tért vissza. Az 1990-es évek végén több Koszovóból menekült család telepedett le itt. 2011-ben 510 lakosa volt.

## Népesség
| Lakosság változása | Lakosság változása | Lakosság változása | Lakosság változása | Lakosság változása | Lakosság változása | Lakosság változása | Lakosság változása | Lakosság változása | Lakosság változása | Lakosság változása | Lakosság változása | Lakosság változása | Lakosság változása | Lakosság változása | Lakosság változása |
| ------------------ | ------------------ | ------------------ | ------------------ | ------------------ | ------------------ | ------------------ | ------------------ | ------------------ | ------------------ | ------------------ | ------------------ | ------------------ | ------------------ | ------------------ | ------------------ |
| 1857               | 1869               | 1880               | 1890               | 1900               | 1910               | 1921               | 1931               | 1948               | 1953               | 1961               | 1971               | 1981               | 1991               | 2001               | 2011               |
| 441                | 384                | 399                | 450                | 474                | 485                | 477                | 471                | 446                | 451                | 460                | 455                | 471                | 427                | 531                | 510                |

## Nevezetességei
- Szent György vértanú tiszteletére szentelt római katolikus plébániatemploma[5] egyhajós épület némileg keskenyebb szentéllyel, amelyet a település főútjával párhuzamosan épített szűkebb apszis zár. A sekrestye a szentély északi fala mentén, a harangtorony pedig a homlokzat középső része előtt található. Az épület jelentős példája a barokk csarnoktemplomnak, amely egyedülálló, keresztdonga-boltozatával hozzájárul a tér monumentalitásának és mobilitásának benyomásához. Ezen jellemzőkkel a templom kiemelkedik a kontinentális Horvátország barokk szakrális építészetéből.
- A plébániaház[6] egy szabadon álló, egyemeletes, négyszögletes alaprajzú épület, meredek kontytetővel. A ház a 19. század elejének egyik jellegzetes épülete. A földszint boltíves, az emelet síkmennyezetű.
- A Havas Boldogasszony tiszteletére szentelt római katolikus kápolnája[7] 1927-ben épült, egy régebbi fakápolna helyére. A Kulpa melletti erdőben, egy magas fennsíkon helyezkedik el. Kis méretű épület, téglalap alaprajzzal, amelyhez félkör alakú apszis szentély csatlakozik. A hajót dongaboltozattal, a szentélyt pedig félkupolával fedték. A külső falat lizénák tagolják, amelyek között az ablakok félkörívesek. A templom belseje teljesen festett, díszítése főként növényi ornamentika. A szentélyben lévő Havas Boldogasszony oltárt, a régebbi templomból költöztették át, ez egyben a templom berendezésének legértékesebb része.
- Az egykori káptalani birtok kastélya[8]  a falu központjában, a falun keresztül vezető út mentén, a plébániatemplom közelében található. A plébánia historia domusa szerint az épület 1865-ben épült. Egyemeletes épület, téglalap alaprajzzal és csonka kontytetővel. A főbejárat az út felé néző főhomlokzaton található. A belső tér az utóbbi időkben teljesen elvesztette eredeti szerkezetét.
- Védett épület a 22. szám alatti fa lakóház.[9] A ház eredetileg a 18. században épült, hosszúkás téglalap alaprajzú, körülbelül 7 méter széles és körülbelül 17 méter hosszú. Az alapokhoz egyedi kőtömböket használtak, míg az összes fala masszív tölgy deszkából épült. A ház földszintje háromszobás. Emeleti részét konzolok tartják. A délkeleti homlokzat mentén egy fedett konzolos kiugró zárt verandát építettek. A verandáról további helyiségekbe lépünk, amelyek mérete és rendeltetése idővel megváltozott. A hagyományos építésű ház, tervezésével, építésével és felhasznált anyagaival a Kulpamente (Pokuplje) hagyományos építészetének egyik legértékesebb példája.